# چیریش‌گدیغی (یورغیر)
چیریش‌گدیغی (به ترکی استانبولی: Çirişgediği) یک منطقهٔ مسکونی در ترکیه است که در یورغیر واقع شده‌است.